# 軟障

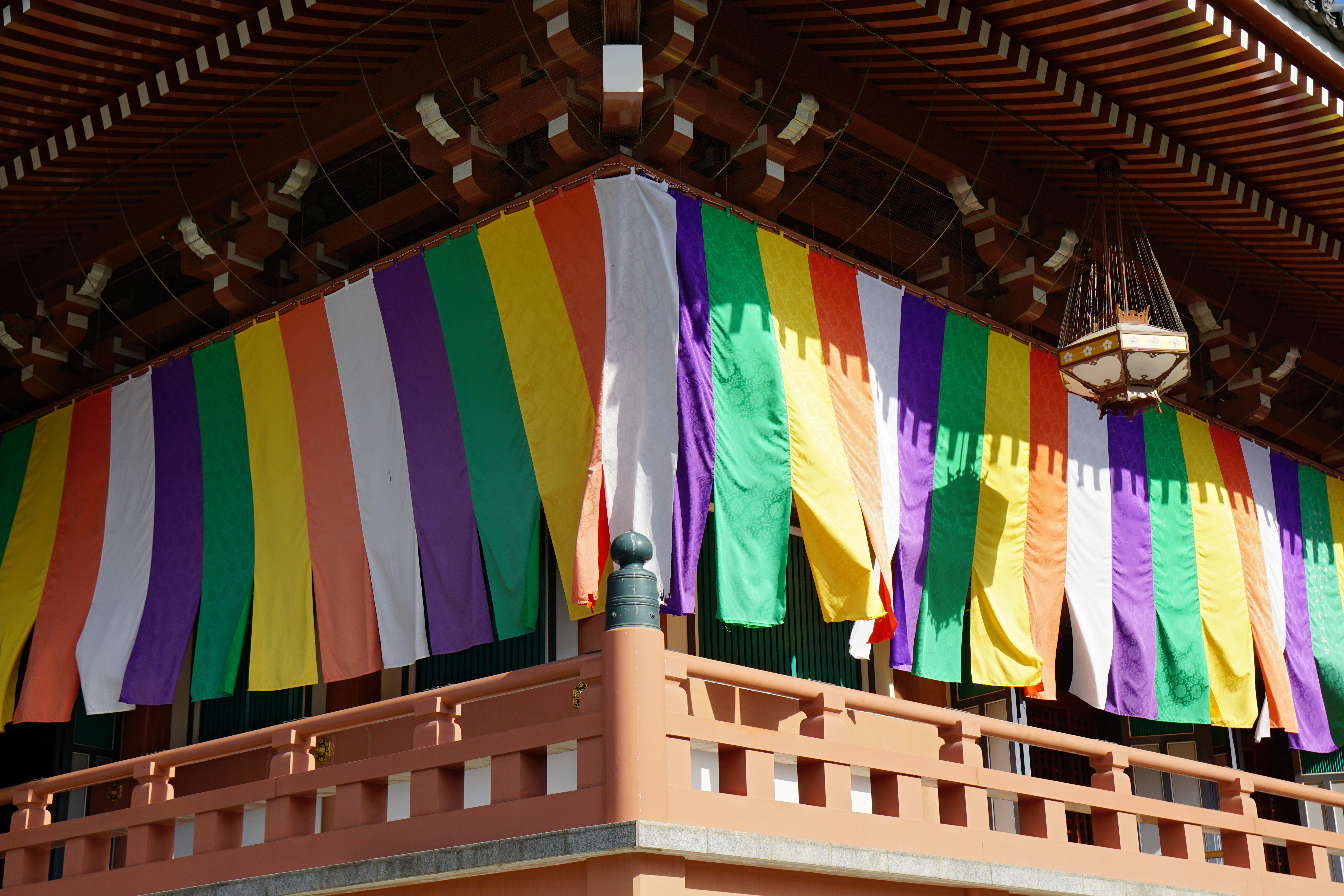
智積院の軟障

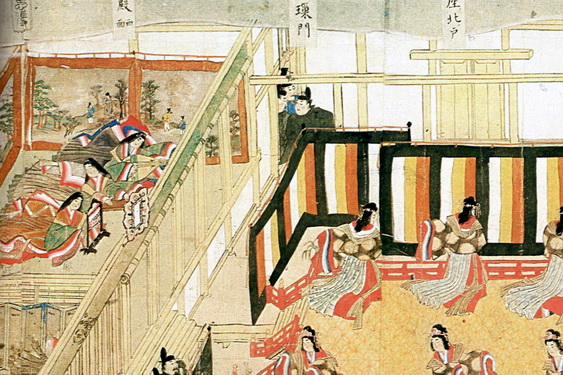
『年中行事絵巻』より

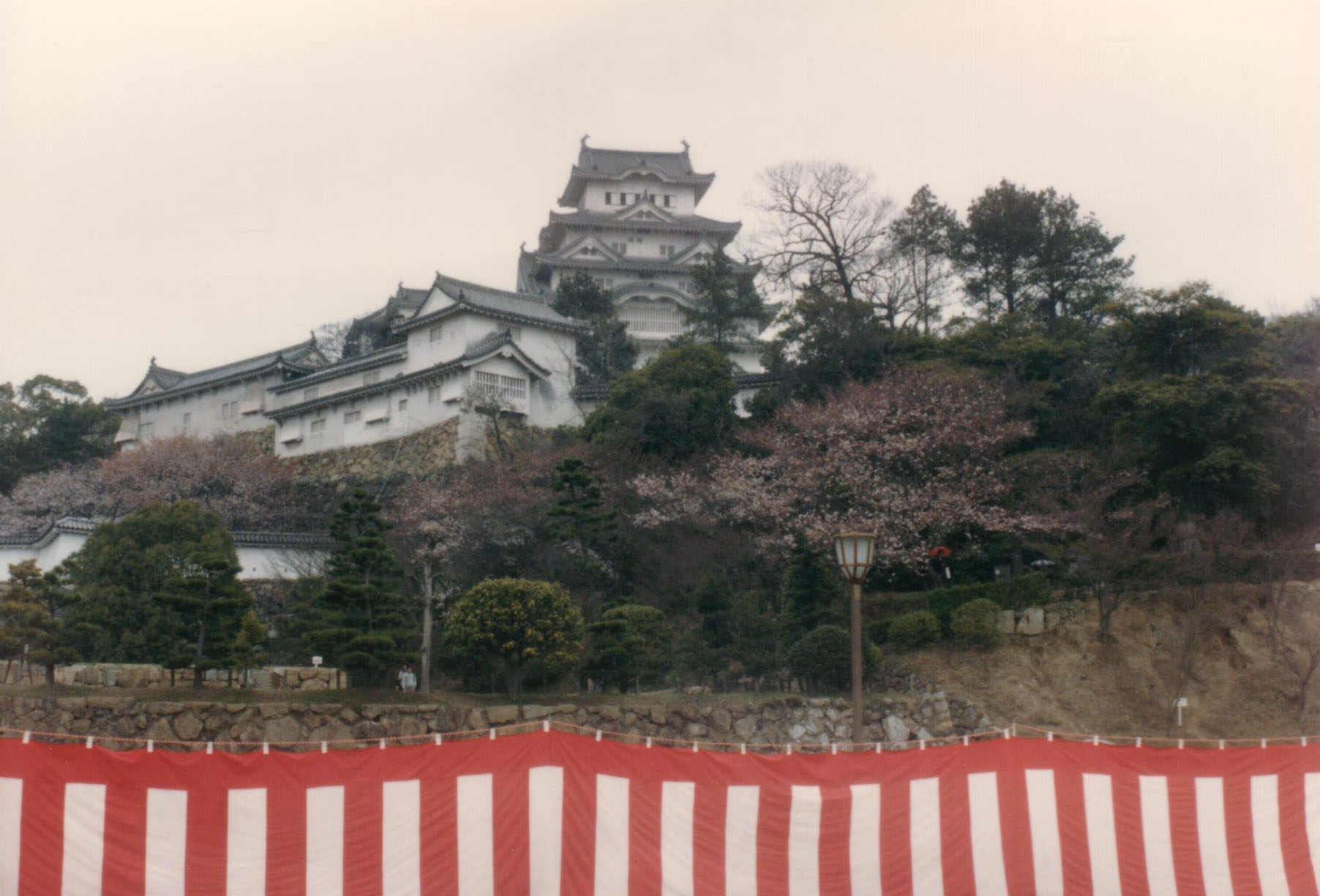
姫路城にて

軟障（ぜじょう・ぜんじょう）は、日本の邸宅や宮殿で用いられた垂れ布を使った仕切り。装飾性の高い壁代の一種で、簾の内側に掛けて目隠しにしたり、部屋と部屋の間の間仕切り代わりとして使用した。白い生絹6幅を横につなげ、唐絵で背の高い松や四季の木々を描いたり、物語の一場面など優雅な風景を描いた。高松を用いたものを特に「高松軟障」といった。裏地には白練の絹をつけ、上下左右に紫の綾（裏は紫練絹）で広い縁をつけ、更に紐を通すための輪（乳・耳）を付ける。吊る時には縁と同質の綾を畳んで紐として用いる。
12世紀後半に記された『雅亮装束抄』には軟障にえがく唐絵のこと、室内にひくひきかた等について次のように記載されている。